# Palais Goëss

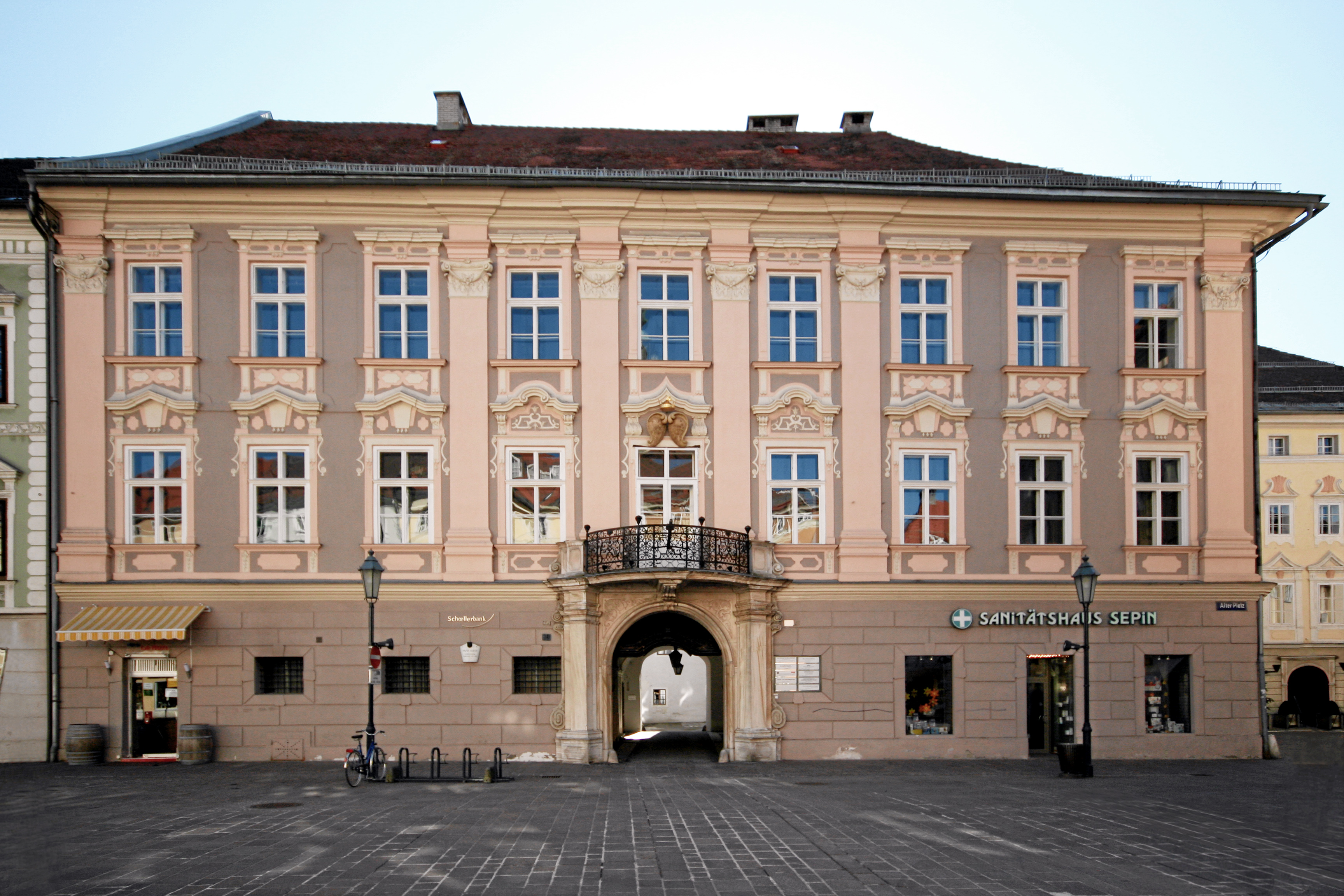
Palais Goëss am Alten Platz

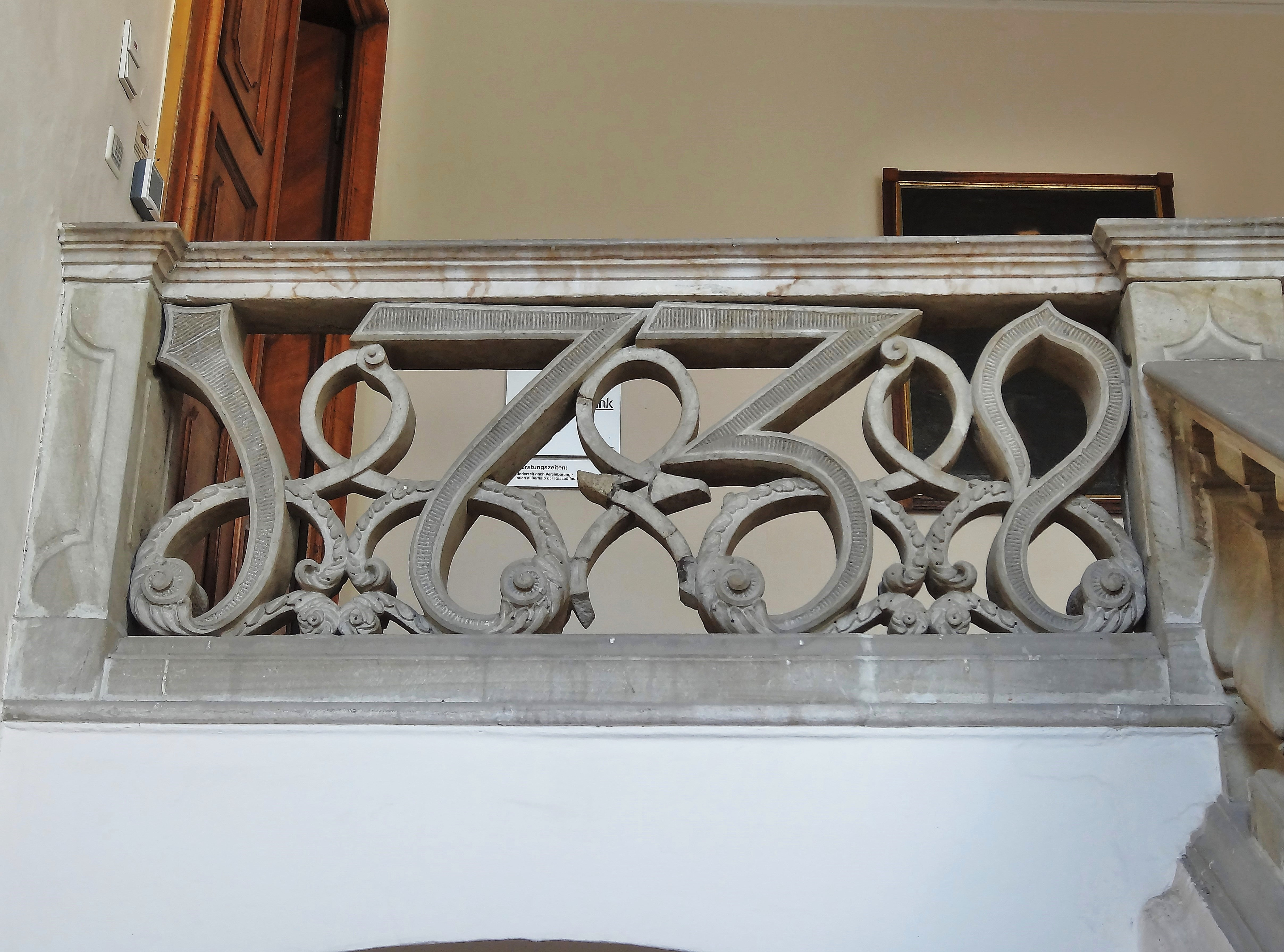
Steinbalustrade mit Jahreszahl 1739 im Stiegenhaus

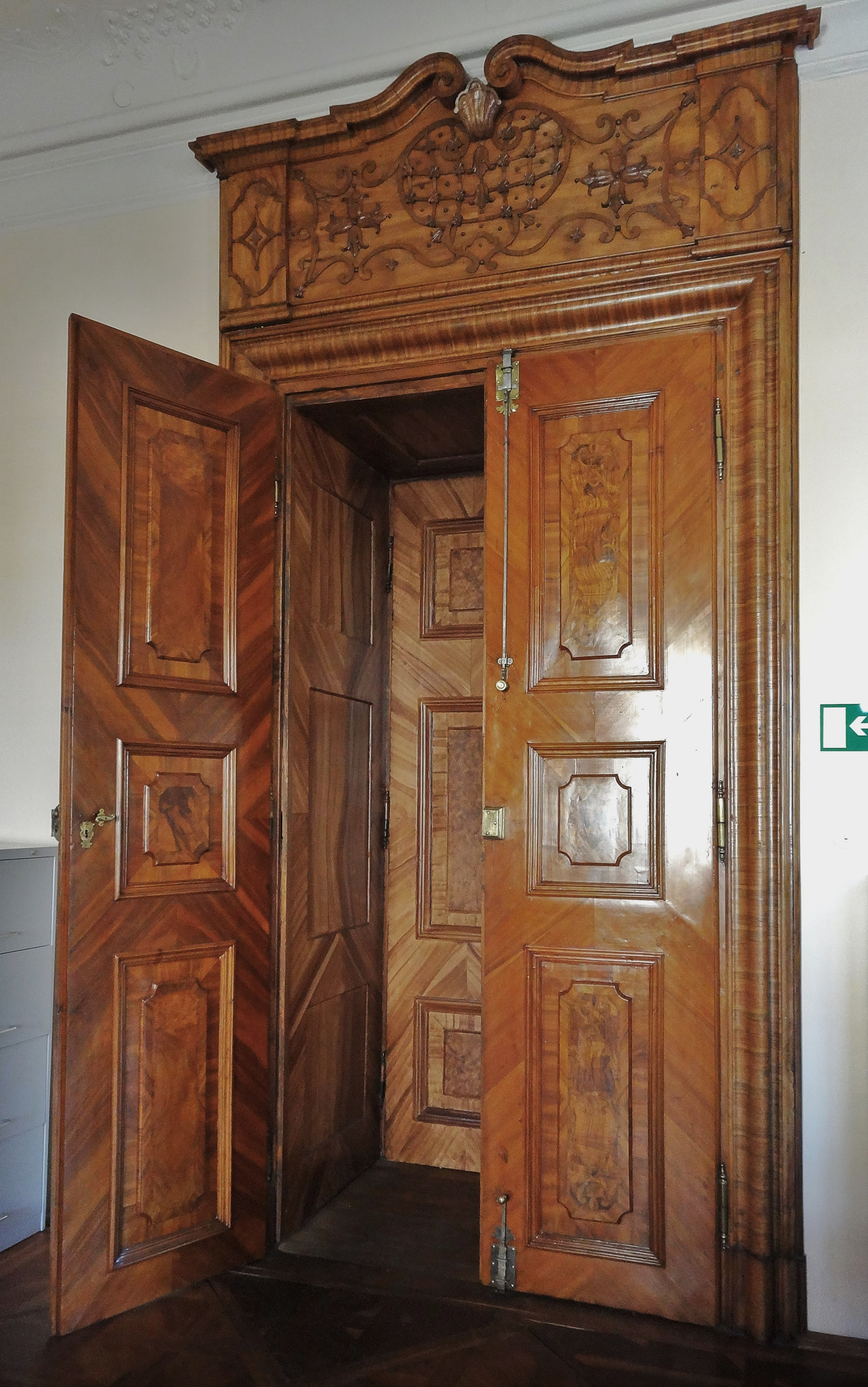
Tür im ersten Stockwerk

Das Palais Goëss ist ein Stadtpalais am Alten Platz (Hausnummer 30) in Klagenfurt am Wörthersee. Das spätbarocke Bauwerk steht unter Denkmalschutz. Im Gebäude befindet sich das Büro des Kärntner Landeskonservators des Bundesdenkmalamtes und eine Niederlassung der Schoellerbank.
Zu Beginn des 17. Jahrhunderts standen an der Stelle des heutigen Palais das Karlsberger und das Dobenig-Haus. Johann von Goëss, Bischof von Gurk, erwarb 1687 die Burg und das Schloss Karlsberg bei St. Veit an der Glan. Zu seinem Besitz zählte auch eines der Häuser am Alten Platz. 1734 kaufte Johann Anton von Goëss das benachbarte Haus dazu. Beide Bauwerke wurden bis 1738 mit einer gemeinsamen Fassade versehen und waren nun das Palais Goëss.
Das Palais ist ein an zwei Seiten freistehendes Gebäude. Die neunachsige Hauptfassade mit einem repräsentativen Portal in der Mittelachse ist dem Alten Platz, die vierachsige Seitenfassade dem Landhaushof zugewandt. 
Vier Pilaster, die auf dem Sockelgeschoß mit Putzrustika und kleinen, querformatigen Fenstern stehen, bilden die risalitartige Gebäudemitte mit dem Portal. Über dem repräsentativen Rundbogenportal mit seitlich schräg gestellten Pilastern, außenseitig angesetzten Voluten und einem stark verkröpften, hohen Gebälk befindet sich ein bogenförmig vorgezogener Balkon mit schmiedeeisernen Geländer. Über der Balkontüre ist das Wappen der Familie Goëss angebracht. In den Bogenzwickeln des Portals und an der Unterseite des Balkons sind Reliefs zu sehen. Der Balkon wird vom konsolartigen Schlussstein des Portals getragen. Zwei weitere Pilaster bilden die Gebäudeecken. Die Fenster im Hauptgeschoß (erstes Obergeschoß) besitzen reich profilierte, giebelartige Bekrönungen.
In der Durchfahrt befinden sich zwei eingemauerte, antikisierende Spolien mit einer Inschrift (Fragment eines Bibelzitats) aus dem Jahr 1614, darüber das Relieffragment eines Kriegers. Im Innenhof ist ein von Steinkonsolen getragener Gang mit einem schmiedeeisernen Geländer. Der repräsentative Stiegenaufgang hat ein schmiedeeisernes Geländer aus der Zeit um 1735 und eine steinerne Balustrade. An der Decke des Stiegenhauses ist das Gemälde einer barocken Allegorie, die bei einer Renovierung stark verfremdet wurde. In beiden Stockwerken befinden sich repräsentative Räume mit Intarsienböden, Holzverkleidungen, intarsierten Türen und Stuckdecken.